# Sárgagumós fülőke
A sárgagumós fülőke (Collybia cookei) a pereszkefélék családjába tartozó, Eurázsiában és Észak-Amerikában honos, más gombák termőtestét bontó, nem ehető gombafaj.

## Megjelenése
A sárgagumós fülőke kalapja 1-1,3 (1,7) cm széles, alakja eleinte domború, majd széles domborúan, laposan kiterül. Felülete csupasz, sima. Színe fehér, a közepe sötétebb.
Húsa nagyon vékony, rostos. Színe fehér. Szaga és íze nem jellegzetes.  
Keskeny, közepesen sűrű lemezei tönkhöz nőttek. Színük fehéres. 
Tönkje 2–5 cm magas és 0,3–1 mm vastag. Alakja karcsú, vékony, hengeres, néha görbül. Színe fehéres, a csúcsán a tövén fehéresen molyhos-gyapjas. A talajban sárgásbarna, 2-3 mm-es gumóhoz (szkleróciumhoz) kapcsolódik.
Spórapora fehér. Spórája ellipszoid vagy könnycsepp alakú, sima, mérete 4,5-6 x 3-3,5 µm. 

### Hasonló fajok
Közeli rokona az élősdi fülőke, amelynek nincs szkleróciuma; és a barnagumós fülőke, amelynek lemezei ritkásabbak, szkleróciuma hosszúkásabb, sötét barnásvörös színű.

## Elterjedése és termőhelye
Európában, Ázsiában és Észak-Amerikában honos. Magyarországon nem gyakori.
Lombos- és tűlevelű erdőkben található meg, ahol a nagyobb kalapos gombák (főleg galambgombák vagy tejelőgombák) széteső maradványain él, de ritkábban erősen korhadó fán vagy humuszban gazdag talajon is megjelenhet. Nyár elejétől ősz végéig terem. 

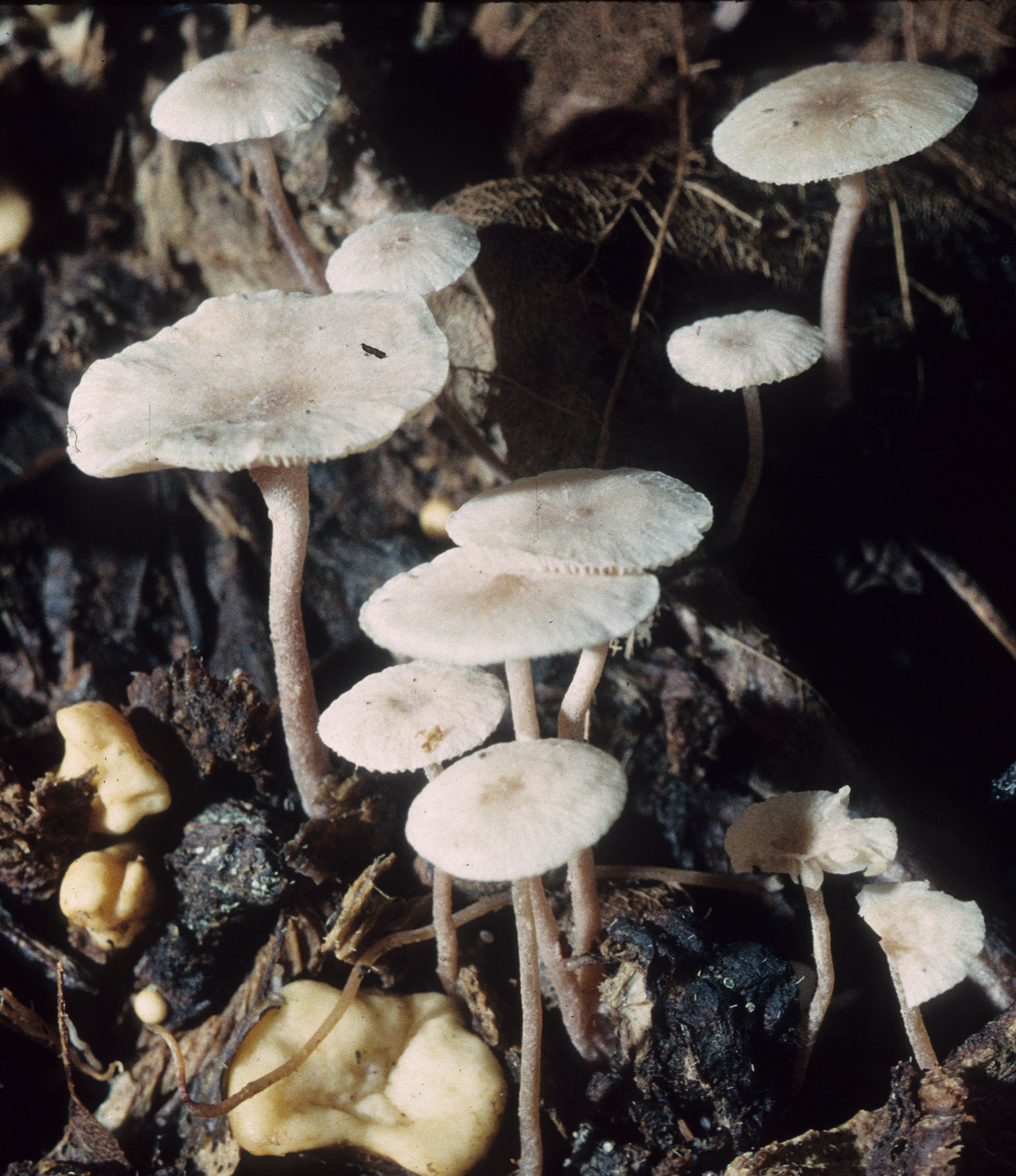
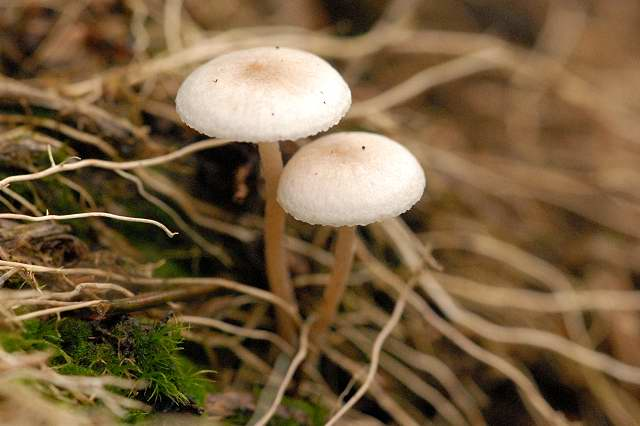
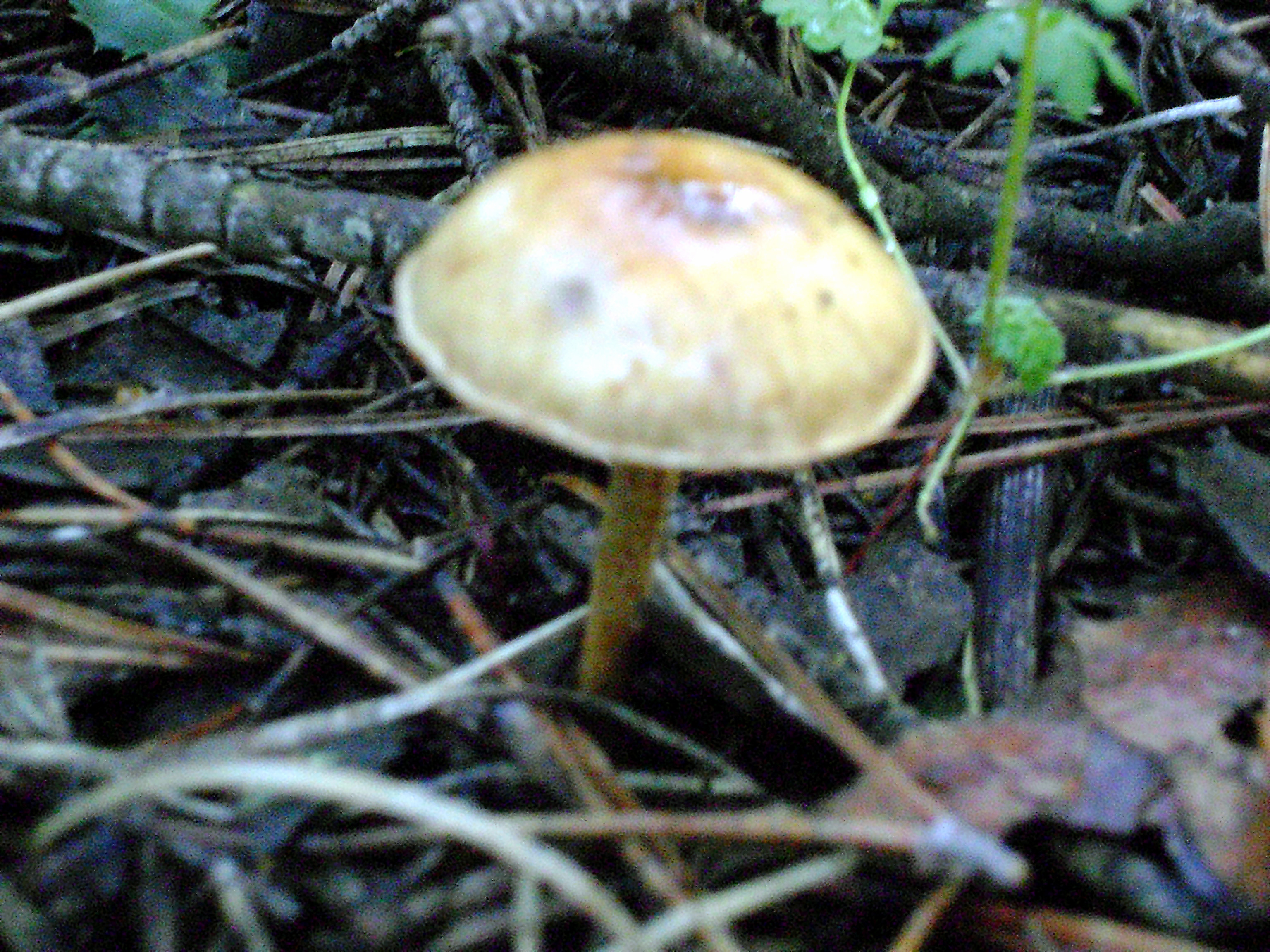
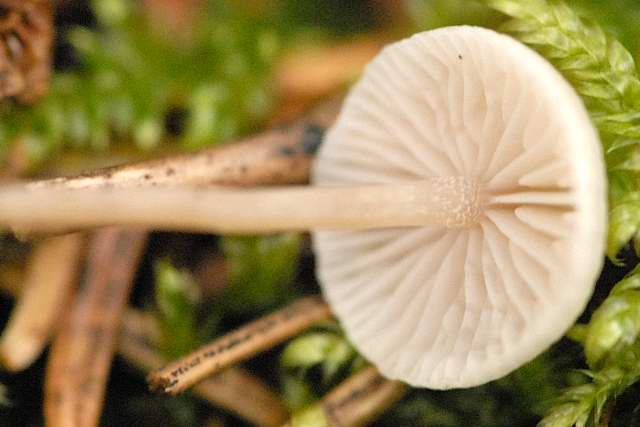
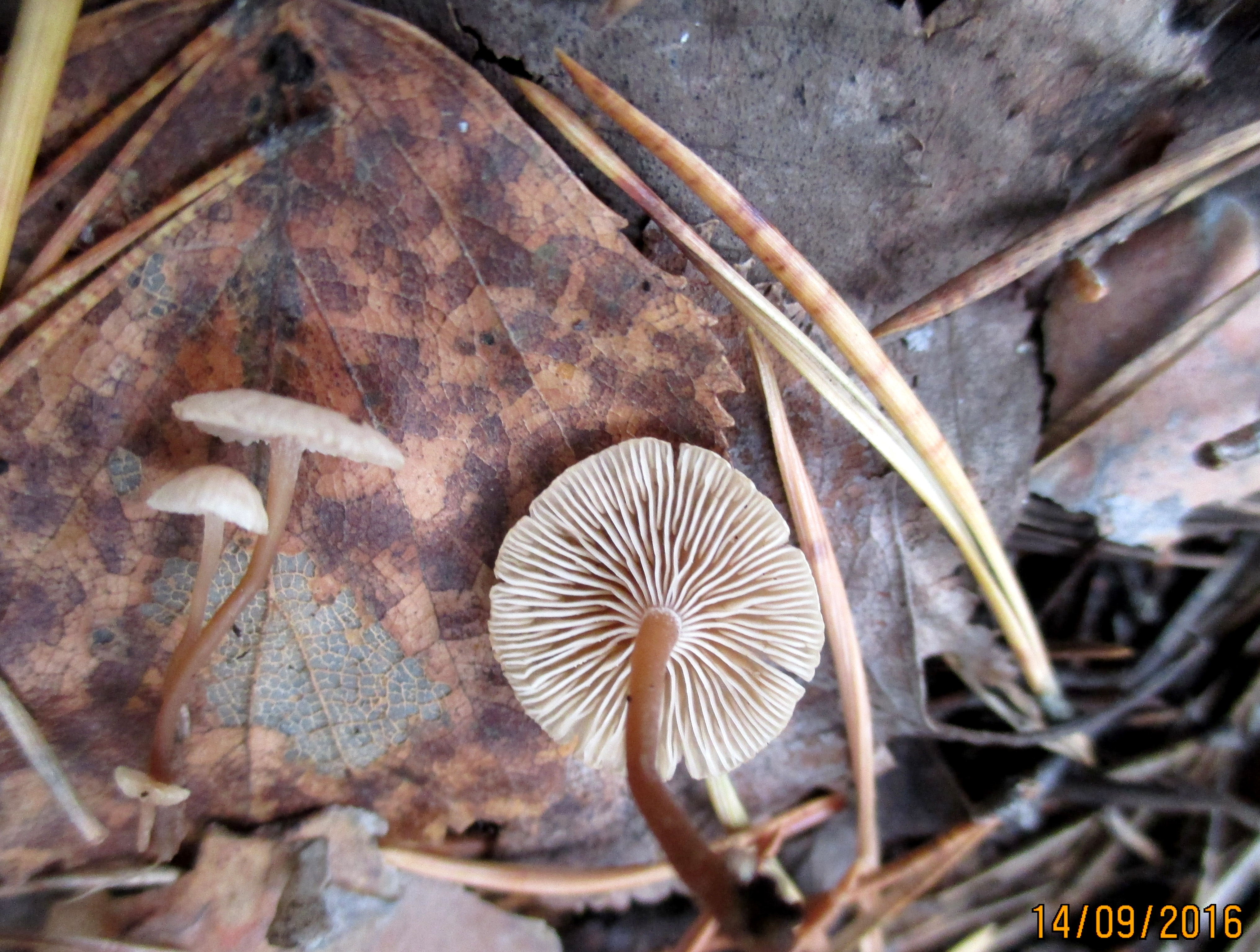

Nem ehető.